# Gustaf Olsson i Frösvi
För politikerna med samma namn, se Gustaf Olsson i Ramsta eller Gustaf Olsson i Broddbo.
Anders Gustaf Olsson, Olsson i Frösvi, född 28 januari 1840 i Köpings landsförsamling, Västmanlands län, död 1 november 1901 i Frösvi, Kolbäcks församling, Västmanland,  var en svensk hemmansägare och riksdagsman.
Olsson var hemmansägare i Frösvi i Västmanlands län. Som riksdagsman var han ledamot av andra kammaren.